# Franck Pedretti
 (mai 2016).
Si vous disposez d'ouvrages ou d'articles de référence ou si vous connaissez des sites web de qualité traitant du thème abordé ici, merci de compléter l'article en donnant les références utiles à sa vérifiabilité et en les liant à la section « Notes et références ».
Pour les articles homonymes, voir Pedretti.
Franck Pedretti né le 15 novembre 1972 à Toulon est un animateur de télévision.

## Biographie
Franck Pedretti est né le 15 novembre 1972 à Toulon étudiant à l'université de Nice Sophia-Antipolis au sein de l'UFR-STAPS (Sciences et techniques des activités physiques et sportives), originaire de Serre Chevalier dans les Hautes Alpes. Consultant pour France Télévisions, il a commenté les épreuves Olympiques de snowboard. Il fait ses débuts en 2001 au côté de Marc Toesca sur Télé Monte Carlo, TMC avec l'émission Snowave, puis Glisse'n Co. Il a réalisé et produit les 20 ans de la série Les Simpson pour W9. Commentateur des Coupes du Monde de Ski Freestyle avec Richard Gay médaillé de Bronze de Ski de Bosses aux JO de Salt Lake City en 2002, et de Snowboard Mathieu Bozzetto médaillé de Bronze en Snowboard dans l'épreuve de Géant Parallèle à Vancouver en 2010. 